# Oliver Taylor
Oliver Taylor est un boxeur australien né le 19 février 1938 à Townsville.

## Carrière
Il participe aux Jeux olympiques d'été de 1960 en combattant dans la catégorie des poids coqs et remporte la médaille de bronze.

### Parcours auxJeux olympiques
Jeux olympiques d'été de 1960 à Rome (poids coqs) :
- Bat Ahmed Bouazza (Maroc) 5-0
- Bat Nicolae Puiu (Roumanie) 3-2
- Bat Alfonso Carvajo (Espagne) 4-1
- Perd contre Primo Zamparini (Italie) 0-5